# Flemming Jensen (erhvervsmand)
 Der er flere personer med dette navn, se Flemming Jensen (flertydig).
Flemming Jensen (født 1. februar 1959 i Fuglebjerg) er en dansk erhvervsmand, pilot og nuværende administrerende direktør hos DSB.
Flemming Jensen er uddannet pilot i Flyvevåbnet og fløj mellem 1978 og 1986 Lockheed F-104- og General Dynamics F-16-flyene. Derefter fortsatte han som pilot hos Sterling Airways og SAS.
Efter udnævnelse til kaptajn og chefpilot, blev han i 2008 basechef i København og senere koncerndirektør for SAS. I oktober 2014 fik han stillingen som administrerende direktør hos DSB, hvor han tiltrådte den 1. maj 2015.
Privat er han bosat i Holte med sin kone og har 2 voksne børn.